# Lake St. Louis
Lake St. Louis ist eine Stadt im St. Charles County des US-Bundesstaates Missouri und liegt in der Metropolregion Greater St. Louis. Das U.S. Census Bureau hat bei der Volkszählung 2020 eine Einwohnerzahl von 16.707 ermittelt. 

## Geschichte
Lake St. Louis ist eine Planstadt, die in den 1960er Jahren entwickelt wurde. Lake St. Louis wurde 1975 als Harbour Town gegründet und zwei Jahre später in Lake St. Louis umbenannt.

## Demografie
Nach einer Schätzung von 2019 leben in Lake St. Louis 16.864 Menschen. Die Bevölkerung teilt sich im selben Jahr auf in 93,0 % Weiße, 2,1 % Afroamerikaner, 0,4 % amerikanische Ureinwohner, 1,8 % Asiaten, 0,1 % Ozeanier und 2,1 % mit zwei oder mehr Ethnizitäten. Hispanics oder Latinos aller Ethnien machten 5,3 % der Bevölkerung aus. Das mittlere Haushaltseinkommen lag bei 92.298 US-Dollar und die Armutsquote bei 3,7 %.
| Jahr | Einwohner¹ |
| ---- | ---------- |
| 1980 | 3.843      |
| 1990 | 7.400      |
| 2000 | 10.169     |
| 2010 | 14.545     |
| 2020 | 16.707     |

¹ 1980 – 2020: Volkszählungsergebnisse